# 초프 (우크라이나)

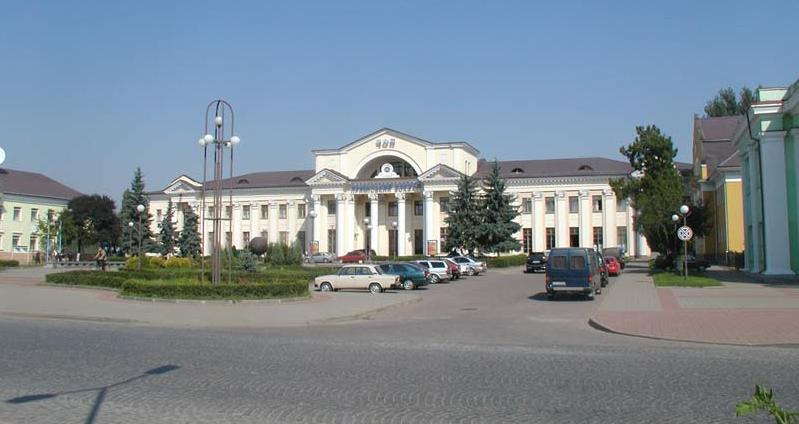
초프 철도역

초프(우크라이나어: Чоп, 헝가리어: Csap 처프[*], 슬로바키아어: Čop 초프)는 우크라이나 서부에 위치한 자카르파탸주의 도시로 면적은 6.19km2, 높이는 106m, 인구는 8,937명(2016년 기준), 인구 밀도는 1,444명/km2이다.
티서강 연안, 헝가리-슬로바키아 국경 인근에 위치하며 르비우-스트리-부다페스트 철도, 르비우-우지호로드-코시체 철도가 합류한다. 헝가리 국경에는 자호니, 슬로바키아 국경에는 치에르나나트티소우라는 도시가 위치한다.

시기
시 문장